# Sid-Waddell-Trophy
Der Sid-Waddell-Trophy ist die Siegestrophäe der PDC World Darts Championship, die seit 2013 vergeben wird.

## Geschichte
Kurz nach dem Tod von Sid Waddell im August 2012 hat die PDC beschlossen, dass sie eine neue Trophäe, die Sid-Waddell-Trophy, für die PDC World Darts Championship herstellen lassen wollen, welche ab der PDC World Darts Championship 2013 vergeben wird. Nach der Bekanntgabe der neuen Trophäe begann der in Sussex ansässige Juwelier Mike Shorer mit dem Entwurf, dieser hatte bereits die vorherige World-Darts-Championship-Trophäe sowie die Premier-League-Darts-Trophäe entworfen.
Direkt im Anschluss an die Auslosung zur PDC World Darts Championship 2013 wurde die Sid-Waddell-Trophy vom amtierenden Weltmeister Adrian Lewis, von Rekord Weltmeister Phil Taylor sowie von Sids Sohn Dan Waddell enthüllt.
Jeder PDC-World-Darts-Championship-Sieger erhält eine halb so große Nachbildung der Trophäe.
Während des Finales der PDC World Darts Championship 2017 lief Lee Marshell von Trollstation auf die Bühne und versuchte die Trophäe zu stehlen.

## Beschreibung
Der Pokal besteht aus sechs silbernen Streben, welche aus einem Fuß aus rotem eritreischen Marmor und schwarzem Granit entspringen und oben in einem silbernen Globus enden, der einen 20-Karat-Cabochon-Granat beinhaltet, welcher das Bullseye eines Dartboards darstellen soll. Der Fuß beinhaltet ein Schild mit Sid Waddells Unterschrift an der rechten Seite und an der Front eine Plakette des Sponsors der World Darts Championship. Der Pokal ist ca. 71 cm hoch und wiegt 25 kg.

## Gewinner
- 2013  Phil Taylor
- 2014  Michael van Gerwen
- 2015  Gary Anderson
- 2016  Gary Anderson
- 2017  Michael van Gerwen
- 2018  Rob Cross
- 2019  Michael van Gerwen
- 2020  Peter Wright
- 2021  Gerwyn Price
- 2022  Peter Wright
- 2023  Michael Smith
- 2024  Luke Humphries
- 2025  Luke Littler